# Thaumalea brincki
Thaumalea brincki is een muggensoort uit de familie van de bronmuggen (Thaumaleidae). De wetenschappelijke naam van de soort is voor het eerst geldig gepubliceerd in 1960 door Vaillant.